# دریاچه بویوک‌شور
دریاچه بویوک‌شور (به لاتین: Lake Boyukshor) یک دریاچه در جمهوری آذربایجان است که در شبه‌جزیره آب‌شوران واقع شده‌است.